# Мария Эммануил Саксонский
Мария Эммануил Саксонский, маркграф Мейсена (нем. Maria Emanuel Prinz von Sachsen Herzog zu Sachsen; 31 января 1926, Регенсбург, Бавария — 23 июля 2012, Ла-Тур-де-Пе) — немецкий принц, глава Саксонского королевского дома (9 августа 1968 — 23 июля 2012).

## Биография
Родился в замке Прюфенинг в Регенсбурге (Бавария). Старший сын наследного принца Фридриха Кристиана Саксонского (1893—1968), маркграфа Мейсена, главы Саксонского дома (1932—1968), и принцессы Елизаветы Елены Турн-и-Таксис (1903—1976).
В 1943 году 18-летний принц Эммануил Саксонский был арестован нацистами, заключен в тюрьму и берлинским судом приговорен к смерти. В 1945 году принц был освобожден из концлагеря наступающей советской армией. После войны Эммануэль переехал в Швейцарию, где стал работать в секторе финансовых услуг. Также он был художником-любителем.
31 января 1963 года 37-летний Мария Эммануил Веттин женился в городе Веве (Швейцария) на принцессе Анастасии Ангальтской (род. 22 декабря 1940), дочери принца Евгения Ангальтского (1903—1980) и Анастасии Юнгмайер (1901—1970), внучке предпоследнего герцога Ангальтского Эдуарда фон Ангальт. Брак был бездетным.
9 августа 1968 года после смерти своего отца Фридриха Кристиана, маркграфа Мейсенского, Мария Эммануил стал главой Саксонского королевского дома.

## Преемственность
Согласно Салической правде, преемственность в Саксонском доме допускается только по мужской линии. Братья Мария Эммануил и Альберт Саксонские, несмотря на браки, не имели собственных детей. Также у Эммануила было три сестры: Мария Йозефа (1928—2018), Мария-Анна (1929—2012) и Матильда (1936—2018). Мария Йозефа никогда не была замужем, у Матильды от брака с принцем Иоганном Генрихом Саксен-Кобург-Готским (1931—2010) был один сын Иоганн Альберт (1969—1987), который погиб во время катания на лыжах. Мария-Анна была замужем за Роберто де Афифа, принцем Гессафе, от которого у неё трое сыновей, старшим из которых является Александр (приёмный сын и наследник Марии Эммануила).
Мария Эммануэль не имел собственных детей и поэтому усыновил своего родного племянника, принца Александра Саксен-Гессафе (род. 1954), старшего сына принцессы Анны Саксонской (1929—2012) и Роберто де Афифа, князя Гессафе (1916—1978). Анна Саксонская была младшей сестрой Марии Эммануэля. Род Афиф (или Ассаф) является ведет своё происхождение от ливанской христианской семьи, которая управляла провинцией севернее Бейрута. Александр Саксен-Гессафе был женат на принцессе Гизелле Баварской. В мае 1997 году все мужские представители Альбертинской линии Веттинов признали Александра наследником Эммануэля Саксонского. Был документ, в котором было установлено, что после смерти Эммануила титул главы Саксонского дома должен был унаследовать Александр. Этот документ подписали Анастасия, жена Эммануила, его младший брат Альберт и его жена Эльмира (урожденная Хенке), принц Альбрехт (Дедо) Саксонский (за себя, своего брата Рупрехта-Геро и их мачеху Виргинию), принцессы Мария Йозефа, Мария-Анна и Матильда (три сестры Эммануила), а также Эрина (урожденная Айльтс), вдова принца Георга Тимо Саксонского. 1 июня 1999 года Мария Эммануил Саксонский усыновил своего племянника и наследника Александра Афифа, который с 1972 года использовал титул принц Саксен-Гессафе.
Однако летом 2002 года принц Альберт Саксонский, маркграф Мейсенский (1934—2012), младший брат Эммануила, отказался поддержать решение старшего брата и заявил о своих претензиях на главенство в Саксонском доме. Его поддержали двоюродные братья, принцы Альберт (Дедо) Саксонский (1922—2009) и Рупрехт (Геро) Саксонский (1925—2003). Альберт Саксонский заявил о том, что на главенство над Саксонским домом могут претендовать потомки его двоюродного брата Георга Тимо Саксонского (1923—1983) от морганатического брака. От брака с Маргарет Лукас (1932—1957) у Георга Тимо был единственный сын Рюдигер (1953—2022). От первого брака с Астрид Линке Рюдигер Саксонский имел трёх сыновей: Даниэля (род. 1975), Арне (род. 1977) и Нильса (род. 1978)
23 июля 2012 года 86-летний Мария Эммануил Саксонский скончался в городе Ла-Тур-де-Пе (Швейцария). Он был похоронен в королевской часовне Каррёстена в Северном Тироле. После его смерти главами Саксонского дома объявили себя его племянник Александр Саксен-Гессафе (род. 1954) и младший брат Альберт Саксонский (1934—2012).
После смерти 6 октября 2012 года бездетного принца Альберта Саксонского (1934—2012) Рюдигер Саксонский (1953—2022) заявил о своих претензиях на главенство в Саксонском доме. Спор о преемственности между принцем Александром и сыном Рюдигера принцем Даниэлем (род. 1975) сохраняется до сих пор.